# Meurtres sous contrôle
Pour plus de détails, voir Fiche technique et Distribution.
Meurtres sous contrôle (God Told Me To) est un film américain réalisé par Larry Cohen, sorti en 1976.

## Synopsis
Un détective de New York enquête sur une série de meurtres commis dans la ville par des individus ayant pour seul lien celui de prétendre avoir agi « selon la volonté de Dieu »...

## Fiche technique
- Titre français : Meurtres sous contrôle
- Titre original : God Told Me To
- Titre québécois : Démon
- Réalisation : Larry Cohen
- Scénario : Larry Cohen
- Musique : Frank Cordell
- Photographie : Paul Glickman
- Montage : Michael D. Corey, Arthur Mandelberg & William J. Waters
- Production : Larry Cohen
- Sociétés de production : Big Hit Productions & New World Pictures
- Société de distribution : New World Pictures
- Pays de production :  États-Unis
- Langue : Anglais
- Format : Couleur - Mono - 35 mm - 1.85:1
- Genre : Policier, science-fiction et horreur
- Durée : 90 min
- Dates de sortie : novembre 1976 (États-Unis), 11 juillet 1979 (France)

## Distribution
- Tony Lo Bianco (VF : Sady Rebbot) : le lieutenant Peter J. Nicholas
- Deborah Raffin (VF : Évelyn Séléna) : Casey Forster
- Sandy Dennis (VF : Jacqueline Cohen) : Martha Nicholas
- Sylvia Sidney : Elizabeth Mullin
- Mike Kellin (VF : William Sabatier) : le commissaire de police
- Richard Lynch (VF : Pierre Arditi) : Bernard Phillips
- Lester Rawlins (VF : Henri Poirier) : le président du conseil
- Sam Levene (VF : Edmond Bernard) : Everett Lukas
- Robert Drivas (VF : Pierre Arditi) : David Morten
- Sammy Williams (VF : Marc François) : Harold Gorman
- Jo Flores Chase (VF : Paula Dehelly) : Mme Gorman
- William Roerick (VF : Jacques Degor) : Richards
- Harry Bellaver : Cookie
- George Patterson (VF : Michel Barbey) : Zero
- Sherry Steiner (VF : Béatrice Delfe) : Mme Phillips jeune
- Armand Dahan (VF : Albert Augier) : le marchand de légumes

## Autour du film
- Le tournage s'est déroulé à New York, ainsi qu'aux studios Pinewood.
- Le rôle du lieutenant Peter J. Nicholas avait tout d'abord été confié à l'acteur Robert Forster, qui fut remplacé après seulement deux jours de tournage[1].
- À noter, une petite apparition du comédien Andy Kaufman dans le rôle d'un officier de police.
- D'après le commentaire audio de Larry Cohen et William Lustig présent sur le DVD édité par Blue Underground, Meurtres sous contrôle serait le dernier film visionné par le compositeur Bernard Herrmann la veille de son décès en vue d'en écrire la musique.

## Distinctions
- Nomination au Saturn Award du meilleur film de science-fiction, par l'Académie des films de science-fiction, fantastique et horreur.
- Prix spécial du jury au Festival international du film fantastique d'Avoriaz 1977.